# Rita Törnqvist-Verschuur
Marguerite Elisabeth (Rita) Törnqvist-Verschuur, ogift Verschuur, född 25 juli 1935 i Nederländerna, är en nederländsk översättare och författare. 
Törnqvist-Verschuur är starkt knuten till Astrid Lindgren då hon översatt hennes verk till nederländska. Andra författare som hon översatt från svenska till nederländska är August Strindberg, P.O. Enquist, Maria Gripe, Barbro Lindgren, Ingmar Bergman och Märta Tikkanen. Hon har också gett ut egna böcker som kommit ut på svenska.
Rita Törnqvist-Verschuur gifte sig 1960 med svenske litteraturvetaren Egil Törnqvist (1932–2015), var verksam i Uppsala, men flyttade med familjen 1969 till Nederländerna, där maken fått en professur. Makarna, som skildes 1982, är föräldrar till illustratören Marit Törnqvist (född 1964), vilken i likhet med sin mor arbetar med verk av Astrid Lindgren.